# Фейр-Гроув (Міссурі)
Фейр-Гроув (англ. Fair Grove) — місто (англ. city) в США, в окрузі Грін штату Міссурі. Населення — 1582 особи (2020).

## Географія
Фейр-Гроув розташований за координатами 37°23′0″ пн. ш. 93°9′8″ зх. д. / 37.38333° пн. ш. 93.15222° зх. д. (37.383308, -93.152156).  За даними Бюро перепису населення США в 2010 році місто мало площу 8,24 км², уся площа — суходіл.

## Демографія
Згідно з переписом 2010 року, у місті мешкали 1393 особи в 529 домогосподарствах у складі 389 родин. Густота населення становила 169 осіб/км².  Було 580 помешкань (70/км²).
Расовий склад населення:
| - 97,4 % — білих - 0,5 % — азіатів - 0,3 % — корінних американців - 0,3 % — чорних або афроамериканців |

До двох чи більше рас належало 0,9 %. Частка іспаномовних становила 2,2 % від усіх жителів.
За віковим діапазоном населення розподілялося таким чином: 29,1 % — особи молодші 18 років, 59,7 % — особи у віці 18—64 років, 11,2 % — особи у віці 65 років та старші. Медіана віку мешканця становила 34,3 року. На 100 осіб жіночої статі у місті припадало 94,8 чоловіків;  на 100 жінок у віці від 18 років та старших — 93,3 чоловіків також старших 18 років.
Середній дохід на одне домашнє господарство  становив 51 718 доларів США (медіана — 43 750), а середній дохід на одну сім'ю — 62 047 доларів (медіана — 57 167). Медіана доходів становила 40 404 долари для чоловіків та 26 550 доларів для жінок. За межею бідності перебувало 11,2 % осіб, у тому числі 17,9 % дітей у віці до 18 років та 4,4 % осіб у віці 65 років та старших.
Цивільне працевлаштоване населення становило 731 осіб. Основні галузі зайнятості: освіта, охорона здоров'я та соціальна допомога — 20,8 %, транспорт — 12,6 %, мистецтво, розваги та відпочинок — 11,2 %, роздрібна торгівля — 10,7 %.